# Святой Георгий (линейный корабль, 1701)
«Святой Георгий» или «Сант-Иорий» — 66-пушечный парусный линейный корабль Азовского флота России. 

## Описание корабля
Длина судна составляла 41,2 метра, ширина — 11,3 метра. Вооружение корабля составляли 66 орудий, а экипаж состоял из 430 человек.

## История службы
Корабль «Святой Георгий» был заложен в Воронеже в октябре 1697 года и, после спуска на воду в 1701 году вошёл в состав Азовского флота.
В 1702 году судно было переведено из Воронежа в перестраивалось Устье, после чего отправлено в Азов. В следующем году переведен в Таганрог. В июне-августе 1706 года корабль ходил в урочище Берды за солью. C 1709 года находился в Азове на ремонте, где и был оставлен при передаче Азова туркам в 1711 году.

## Командиры корабля
Командирами корабля «Святой Георгий» в разное время служили:
- Л. Демьянов (1702 год);
- Л. Стель (1706 год).